# Ebenezer Elliott
Ebenezer Elliott, född 17 mars 1781, död 1 december 1849, var en brittisk poet.
Elliot var son till en järnarbetare i Yorkshire och själv först järngjutare, sedan järnhandlare. Han var en fanatisk motståndare till spannmålslagarna, vilka han ansåg var skuld till arbetarklassens nöd. Det mesta av hans produktion är också av politisk art, i synnerhet Corn law rhymes (1831) och The splendid village (3 band, 1833-35). 1850 utgavs More prose and verse by the Corn law writer (2 band). En reviderad upplaga av hans arbeten utkom 1876.